# تزکوی (امیرداغ)
تزکوی (به ترکی استانبولی: Tezköy) یک منطقهٔ مسکونی در ترکیه است که در امیرداغ واقع شده‌است.